# Нескончаемая песня
«Нескончаемая песня» (англ. Song Without End; другое название — «Неоконченная песнь») — музыкальный фильм-биография, выпущенный в 1960 году.

## Сюжет
Фильм посвящён музыкальному творчеству и романтическим похождениям известного композитора Ференца Листа. По сюжету главный герой проявляет желание вступить в брак с Кэролин (англ. Carolyne), уже замужней русской княгиней. Но в случае успеха это будет означать окончательный разрыв отношений Листа и его любовницы, графини Мари д'Агу, которая всячески старается сохранить своё положение.

## В ролях
- Дирк Богард
- Капучине
- Женевьева Паж
- Патрисия Морисон — Жорж Санд
- Иван Десни
- Мартита Хант

## Награды
- Премия «Оскар» за лучшую музыку к фильму.
- Премия «Золотой глобус» в категории «лучший музыкальный фильм».